# 遼寧工程技術大学
遼寧工程技術大学（りょうねいこうていぎじゅつだいがく、辽宁工程技术大学、英語: Liaoning Technical University大学の略称は遼寧工大）は、中国遼寧省阜新市に所在する中華人民共和国の理工系の国家重点大学である。
1949年に創立された、埠新鉱業学院がルーツで、60年以上の歴史がある。学校は建築、農業、電信、電気、機械、測量、力学、資源と環境、外国語、工商、政法、教育など28の学部、68の専攻学科が置かれている。学生数は42,000名、学部生は22,000名。遼寧省葫芦島市にも分校がある。

## 概観

### 大学全体
遼寧工程技術大学は資源工学、力学、電気工学、測量工学及び鉱業工学専門に扱う研究型大学で、中国における近代鉱業の高等教育機関発祥の地でもある。遼寧工程技術大学は国家安全生産監督管理部直属で、国家重点大学であり、及び遼寧省が共同で設立した。

### 歴史・伝統
遼寧工程技術大学の歴史は1949年創立の埠新鉱業学院を源とし、中国鉱業高等教育発祥地である。
- 1949年1月、国務院の批准を経て埠新鉱業学院が設立，時の政務院副総理、中国科学院院長郭沫若が校名を記す。
- 1978年3月1日、国務院は埠新鉱業学院を全国88所重点大学の一つとしの大学。
- 1996年、遼寧工程技術大学と校名を改めた。
- 2012年、遼寧工程技術大学は国家安全生産監督管理部直属である[3]。

### 校歌
遼寧工程技術大学（あなたの輝かしい太陽石）詞：楊倫、曲：王 志豐

### 所在地
阜新市校舎
遼寧省阜新市細河区中華路47号
阜新市北校舎
遼寧省阜新市細河区玉竜路88号
葫芦島市校舎
遼寧省葫芦島市竜湾南大街188号

## 在学中の生活

### 部活・クラブ・サークル
現在70以上の学生サークルがあり、政治、経済、文化、科技、理論、実践、ボランティア等多岐にわたり、所属者は5,000人を越える。学生芸術団体では、合唱団、吹奏楽団、舞踏隊、エアロビクス隊、戯劇社などが含まれる。